# Andrea di Bonaiuto
Andrea di Bonaiuto, o Andrea Bonaiuti o  Andrea da Firenze (Firenze, marzo 1319 – Firenze, luglio 1377), è stato un pittore italiano.

## Biografia e opere
Si hanno sue notizie dal 1343, quando si immatricolò all'Arte dei Medici e Speziali, che comprendeva anche i pittori.
Verso il 1365 eseguì la sua opera più importante, gli affreschi nella sala capitolare nella basilica di Santa Maria Novella, poi chiamato Cappellone degli Spagnoli dal XVI secolo, commissionato come opera di propaganda e rafforzamento ideologico dell'ordine domenicano.
Il livello artistico delle pitture non è considerato altissimo, ma la loro vivacità e ricchezza dei dettagli hanno da sempre suscitato un grande interesse. Giorgio Vasari attribuì questa opera a Simone Martini e a Taddeo Gaddi, mentre John Ruskin li celebrò dando notorietà all'opera, anche se la corretta attribuzione si deve allo storico dell'arte ottocentesco Giovanni Battista Cavalcaselle. Il punto debole dell'artista, che operò parallelamente all'Orcagna, è la mancanza di spunti originali seguita da una certa ripetitività di maniera nella stesura del colore e nei dettagli del modellato, anche se la grandiosità della rappresentazione e la vivacità, influenzate della scuola senese, in particolare da Bartolo di Fredi e da Ambrogio Lorenzetti, attirano subito l'ammirazione dello spettatore.
Le due pareti di destra e sinistra sono occupate dalle scene più grandiose, con l'Esaltazione dell'ordine domenicano a destra e il Trionfo di San Tommaso a sinistra.
Altre opere sono la Madonna col Bambino e dieci santi (Londra, National Gallery), gli affreschi del Camposanto di Pisa (1377) con tre Storie della vita di san Ranieri. A lui è attribuito anche un trittico nella chiesa del Carmine e un'altra opera all'Historical Society di New York, infine, secondo lo storico Bernard Berenson, alcuni dipinti alla Galleria dell'Accademia e in altri musei stranieri.

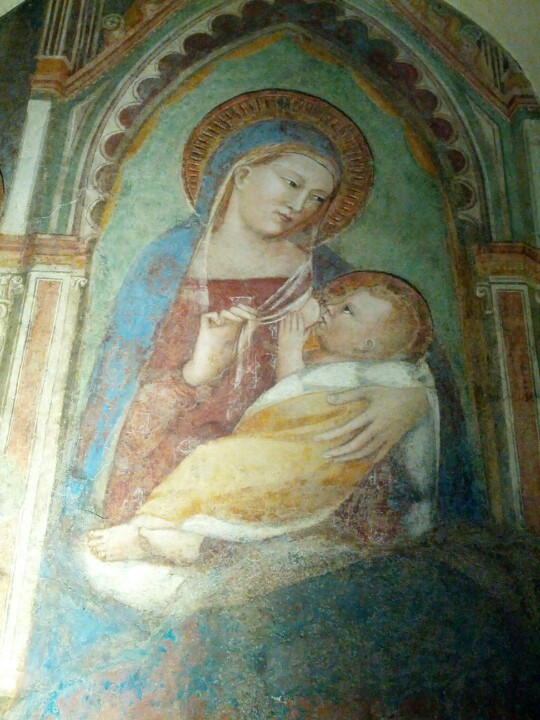
Andrea di Bonaiuto, Madonna in trono con il Bambino, con Sant'Apollonia e frammenti di altra santa (dettaglio), Firenze, Tabernacolo di Via delle Ruote - Via San Gallo

In definitiva, tra tutti pittori fiorentini dell'epoca, Andrea fu sicuramente quello più influenzato dai pittori senesi, in particolare Simone Martini e i fratelli Lorenzetti.